# وریبست (تگزاس)
وریبست، تگزاس(به انگلیسی: Veribest, Texas) شهری در ایالت تگزاس از ایالات جنوبی ایالات متحده آمریکا است.

## جستارهای ویژه
- فهرست شهرهای تگزاس